# القانون الأوروبي لإمكانية الوصول
قانون إمكانية الوصول الأوروبي هو توجيه من الاتحاد الأوروبي دخل حيز التنفيذ في أبريل 2019. يهدف هذا التوجيه إلى تحسين التجارة بين أعضاء الاتحاد الأوروبي للمنتجات والخدمات التي يمكن الوصول إليها، من خلال إزالة القواعد الخاصة بكل بلد. تستفيد الشركات من وجود مجموعة مشتركة من القواعد داخل الاتحاد الأوروبي، والتي من شأنها تسهيل التجارة عبر الحدود. كما يجب أن تسمح بسوق أكبر للشركات التي تقدم منتجات وخدمات يمكن الوصول إليها. سيستفيد الأشخاص ذوو الإعاقة وكبار السن من وجود المزيد من المنتجات والخدمات التي يمكن الوصول إليها في السوق. يجب أن يؤدي زيادة حجم السوق إلى إنتاج أسعار أكثر تنافسية. يجب أن يكون هناك عدد أقل من الحواجز داخل الاتحاد الأوروبي والمزيد من فرص العمل أيضًا.
تم اقتراح هذا القانون في الأصل عام 2011، وتم وضعه لتكملة توجيه إمكانية الوصول إلى الويب الخاص بالاتحاد الأوروبي والذي يستهدف القطاع العام وأصبح قانونًا في عام 2016. كما يعكس التزامات اتفاقية الأمم المتحدة لحقوق الأشخاص ذوي الإعاقة. ويشمل نطاقًا واسعًا من الأنظمة بما في ذلك الأجهزة الشخصية مثل أجهزة الكمبيوتر والهواتف الذكية والكتب الإلكترونية وأجهزة التلفزيون، بالإضافة إلى الخدمات العامة مثل البث التلفزيوني وأجهزة الصراف الآلي وآلات التذاكر وخدمات النقل العام والخدمات المصرفية ومواقع التجارة الإلكترونية.
يتعين على الدول الأعضاء اعتماد ونشر القوانين واللوائح والأحكام الإدارية اللازمة للامتثال لهذا التوجيه بحلول 28 يونيو 2022. وبعد ثلاث سنوات، في عام 2025، يجب تنفيذ متطلبات قانون إمكانية الوصول الأوروبي.

## الموعد النهائي للامتثال (2025)
بموجب أحكام قانون إمكانية الوصول الأوروبي، يجب أن تمتثل جميع المنتجات والخدمات ذات الصلة المتاحة في سوق الاتحاد الأوروبي لمتطلبات إمكانية الوصول المحددة في التوجيه بحلول 28 يونيو 2025. يهدف قانون إمكانية الوصول الأوروبي إلى تحسين أداء السوق الداخلية للمنتجات والخدمات التي يمكن الوصول إليها من خلال إزالة الحواجز التي أنشأتها القواعد المتباينة في الدول الأعضاء المختلفة. ويهدف أيضًا إلى تحسين إمكانية الوصول للأشخاص ذوي الإعاقة وكبار السن.
لا تنطبق متطلبات والتزامات هذا التوجيه على المؤسسات الصغيرة التي تقدم خدمات ضمن نطاق هذا التوجيه - حيث تعني "المؤسسة الصغيرة" مؤسسة توظف أقل من 10 أشخاص ولا يتجاوز حجم مبيعاتها السنوي 2 مليون يورو أو إجمالي الميزانية العمومية السنوية لا يتجاوز 2 مليون يورو.مليون.
أدت السياسة الأوروبية لتطبيق مبادئ "التصميم للجميع" على التكنولوجيا الرقمية إلى إنشاء معايير إمكانية الوصول الموحدة الأوروبية اي أن 301 549 التي تحدد "متطلبات إمكانية الوصول المناسبة للمشتريات العامة لمنتجات وخدمات تكنولوجيا المعلومات والاتصالات في أوروبا".

## المتطلبات الرئيسية
تحدد الهيئة معايير إمكانية الوصول العامة لجميع المنتجات والخدمات ضمن نطاقها مع متطلبات إضافية لمنتجات وخدمات محددة.
بالنسبة للمنتجات، يجب على الشركات:
- تصميم المنتجات لتحقيق أقصى قدر من إمكانية الاستخدام للأشخاص ذوي الإعاقة؛
- توفير تعليمات سهلة الوصول للاستخدام والصيانة؛
- ضمان إمكانية الوصول إلى خدمات التعبئة والتغليف والدعم؛

بالنسبة للخدمات، تتضمن المتطلبات ما يلي:
- ضمان إمكانية الوصول إلى مواقع الويب وتطبيقات الهاتف المحمول؛
- توفير المعلومات حول ميزات الخدمة بتنسيقات يمكن الوصول إليها؛
- تقديم أنظمة دعم العملاء التي تلبي احتياجات الأشخاص ذوي الإعاقة؛

تهدف هذه المعايير إلى تحسين قابلية الاستخدام وتعزيز الشمولية في جميع أنحاء الاتحاد الأوروبي.

## روابط خارجية
- قانون إمكانية الوصول الأوروبي: خطوة كبيرة في رحلة طويلة.
- الامتثال لتشريعات إمكانية الوصول إلى الويب في الاتحاد الأوروبي.
- متطلبات إمكانية الوصول للمنتجات والخدمات / 2015-12.
- جاهزون للتصميم للجميع! تحديث حول قانون إمكانية الوصول الأوروبي.
- فيديو من المفوضية الأوروبية يشرح فوائد وخلفية EAA.
- القانون والسياسة العالمية بقلم ليني فاينجولد: أوروبا.
- مركز إمكانية الوصول الرقمي - قانون إمكانية الوصول الأوروبي: فهم إمكانية الوصول الرقمي.
- ما هو الفرق بين WCAG وEAA وEN 301 549 من TPGi.